# 克莱顿镇
克莱顿镇（Clairton）是位于宾夕法尼亚州阿勒格尼县的一个小城，毗邻莫农加希拉河。属于匹兹堡城市圈的一部分。人口为6796人，根据2010年美国人口普查。
其下属于宾夕法尼亚州地方政府，克莱顿被认为是三线城市。克莱顿镇也是美国钢铁公司的起源地，是全美国最大的焦油工业制造产区。
这座小镇因为电影越戰猎鹿人（1978）出名，虽然电影中没有一幕是真正在这里拍摄的（只有莫农加希拉河谷的一些三州交界的地方被采用）。即使是开头的场景，一块巨大的标牌写着：「欢迎来到克莱顿，祈祷镇」也是在俄亥俄州明戈镇拍摄的。